# Warwick

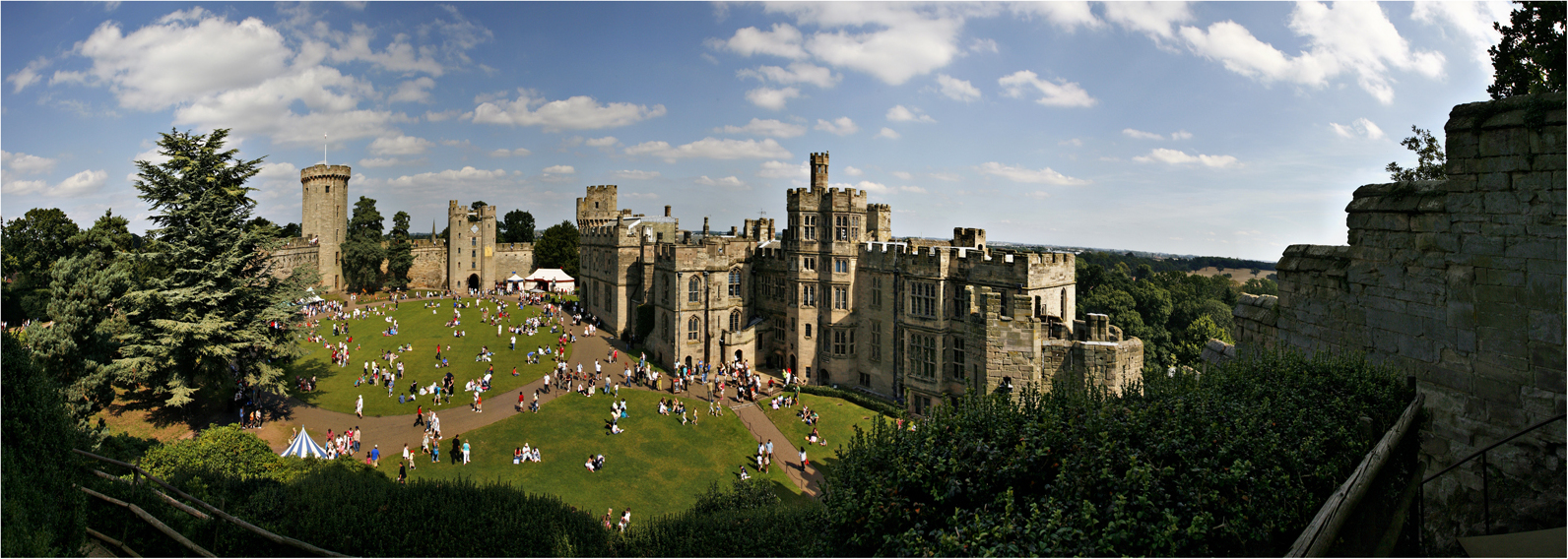
Warwick Castle

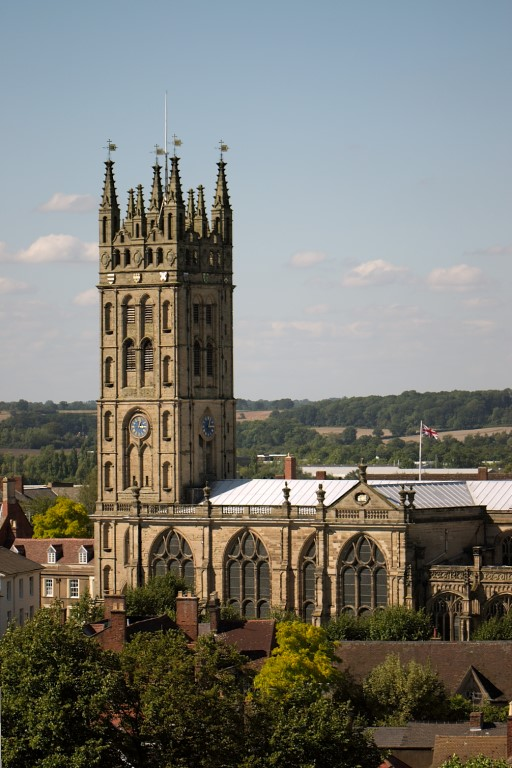
Kirche St. Mary

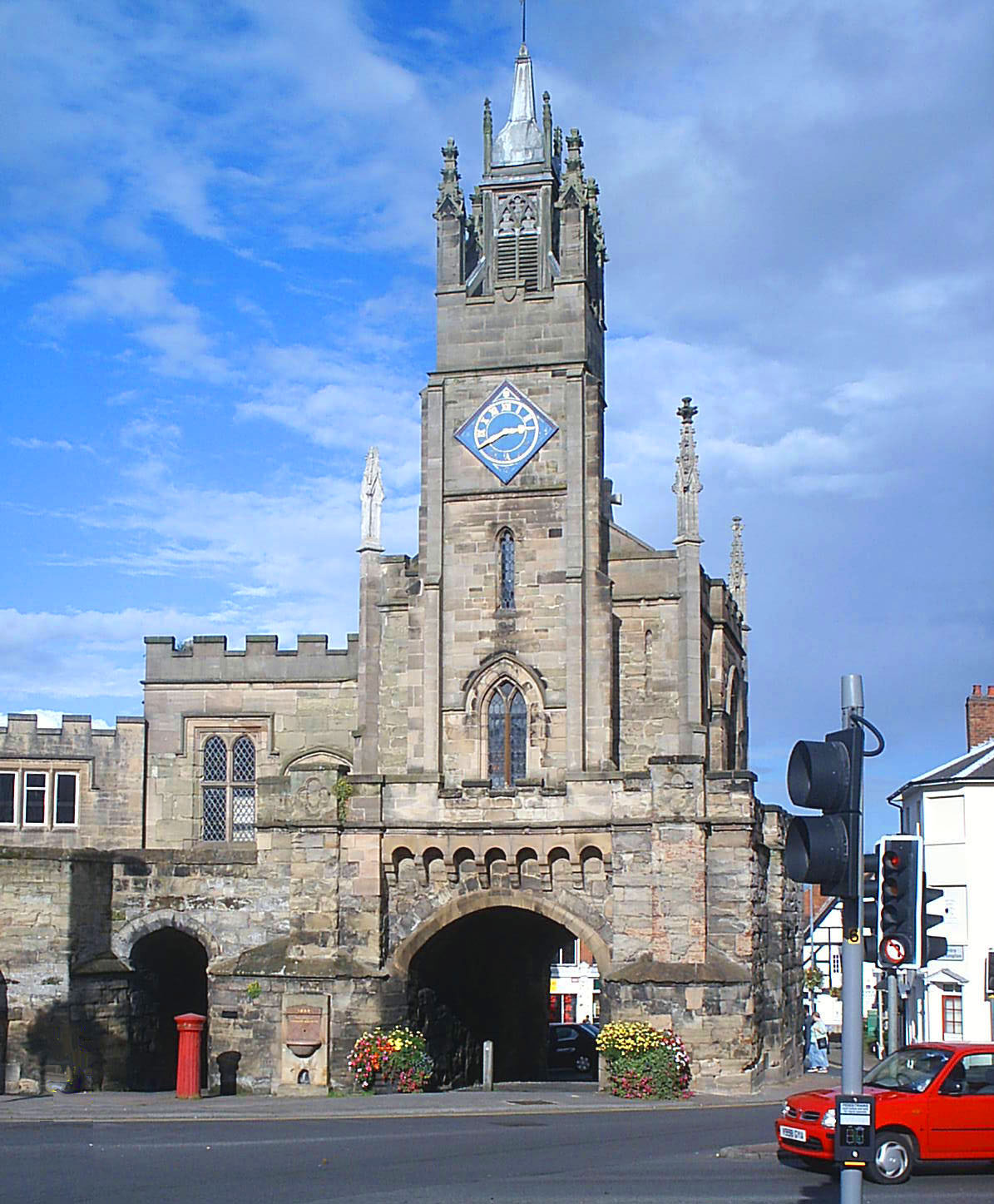
Das östliche Torhaus, zusammen mit dem westlichen Torhaus eines der wenigen verbliebenen Gebäude aus mittelalterlicher Zeit

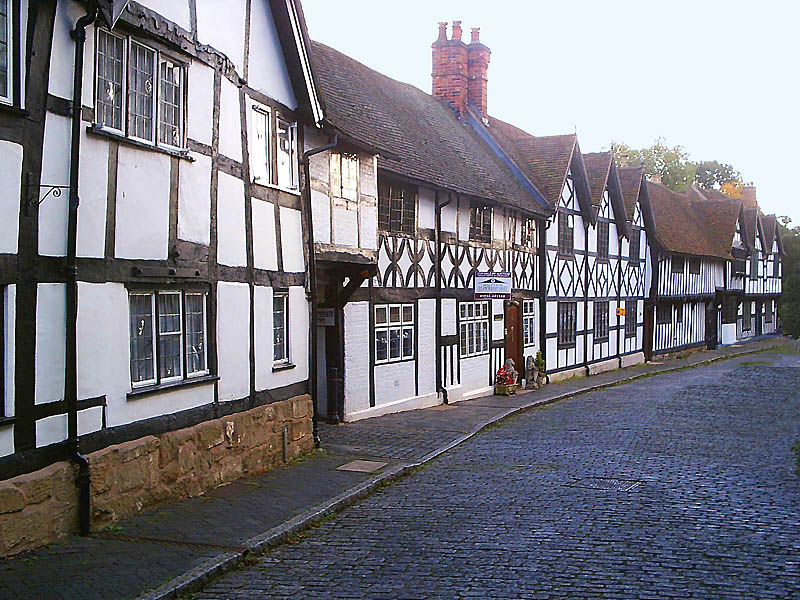
Die Mill Street in Warwick mit Häusern aus der Tudor-Zeit, einer der wenigen Straßenzüge, die nicht im Feuer von 1694 zerstört wurden

Warwick ist eine knapp 35.000 Einwohner zählende Stadt in der englischen Grafschaft Warwickshire in England; sie gehört zum District Warwick. Auf Grund einer gut erhaltenen Burg im Stadtgebiet, Warwick Castle, und der historischen Bauten im Stadtzentrum (einer Mischung aus Tudor und Gebäuden aus dem 17. Jahrhundert) wird die Stadt von einer großen Zahl von Touristen besucht.
Die University of Warwick befindet sich jedoch nicht in Warwick, sondern am Stadtrand von Coventry. Die verwirrende Namensgebung lässt sich dadurch erklären, dass bei der Gründung der Universität in den 1960er Jahren versucht wurde, der jungen Universität durch einen in England mit einer langen Tradition verbundenen Namen mehr Prestige zu verleihen.

## Lage und Klima
Die Stadt Warwick liegt am Fluss Avon in einer Höhe von ca. 73 m; London ist etwa 150 km (Fahrtstrecke) in südöstlicher Richtung entfernt, die Großstadt Birmingham liegt ca. 45 km nordwestlich. Das Klima ist eher regnerisch; Regen (ca. 700–900 mm/Jahr) fällt übers Jahr verteilt.

## Bevölkerung
| Jahr      | 2001   | 2011   | 2021   |
| Einwohner | 25.144 | 29.625 | 32.160 |

Das Bevölkerungswachstum beruht im Wesentlichen auf der Zuwanderung von Familien aus dem Umland sowie aus anderen Teilen des Commonwealth.

## Geschichte
Die Stadt wurde im Jahr 914 von Ethelfleda, der Schwester des Königs von Mercia, Eduard dem Älteren und Tochter von Alfred dem Großen, als Verteidigungseinrichtung gegen dänische Invasoren am Ufer des Flusses Avon errichtet. Im Jahre 1016 überfielen die Dänen Mercia und brannten einen Großteil der Stadt nieder. Auch das Nonnenkloster wurde niedergebrannt, das an der Stelle der heutigen St. Nicolas Kirche stand. Die später errichteten Befestigungen machten Warwick zu einem wichtigen Zentrum des damaligen Königreichs Mercia. Im frühen 11. Jahrhundert wurde das angelsächsische England in Verwaltungsbezirke, die sogenannten „Shires“ aufgeteilt. Das Shire, das von Warwick aus verwaltet wurde, bekam den Namen Warwickshire. Zu Zeiten der Aufzeichnungen im Domesday Book war Warwick königlicher Besitz.
Im Mittelalter wurde Warwick von verschiedenen Earls von Warwick regiert, die hauptsächlich der Familie Beauchamp angehörten. In dieser Zeit entstanden auch die Stadtmauern. Heutzutage sind davon aber nur noch das Ost- und das Westtor zu sehen. Im Osttor ist die King’s High School untergebracht. Im Jahr 1545 bekam Warwick die Stadtrechte übertragen. Im Zuge der Katholikenverfolgung wurden hier am 16. Juli 1604 der katholische Priester John Sugar und sein Helfer Robert Grissold hingerichtet; ihre Seligsprechung erfolgte 1987.
Während des Englischen Bürgerkriegs (1642–1649) war die Stadt von Parlamentstruppen besetzt unter dem Kommando von Sir Edward Peyton, der während dieser Zeit eine zweiwöchige Belagerung durch königstreue Truppen überstand. Aufzeichnungen zwischen 1644 und 1646 berichten von einer Garnison von 350 Soldaten unter dem Kommando von Colonel Purefoy und Major John Bridges.
Am 7. September 1694 wurde die Stadt von einem großen Feuer stark zerstört, von dem nur ein kleiner Teil der Gebäude im Zentrum der Stadt nicht betroffen war. Aus diesem Grund stammt ein Großteil der Gebäude erst aus dem 17. und 18. Jahrhundert. Das Feuer zerstörte auch große Teile der Kollegiatkirche St Mary; nur die Kanzel und die Beauchamp Chapel (entstanden 1443–1464) überstanden den Brand. In der Kapelle ist das Grabmal von Richard Beauchamp, Earl of Warwick, zu sehen, der im Jahr 1439 in Rouen starb. Der Sarkophag besteht aus Purbeck-Marmor aus den Purbeck Hills und ist mit einem lebensgroßen kupfernen Abbild des Earls bedeckt.

## Sehenswürdigkeiten
- Warwick Castle
- Kollegiatkirche St Mary

## Verkehr
Warwick befindet sich in der Nähe der Autobahn M40 und der A46. Die Stadt hat einen guten Eisenbahnanschluss mit direkten Verbindungen nach London, Birmingham und Stratford-upon-Avon.
Durch die Stadt fließt der Fluss Avon und der Grand-Union-Kanal, der zum Netzwerk der Narrowboat-Kanäle gehört.

## Verschiedenes
J.R.R. Tolkien, der in Warwick geheiratet hat, soll von dem Ort zu seinem Romanepos Der Herr der Ringe inspiriert worden sein. In einem Artikel der Times-Literaturbeilage schreibt Lynn Forest-Hill am 8. Juli 2005, dass zwei Orte in Tolkiens Romanen nach dem Vorbild Warwicks geschaffen wurden. Edoras wird beschrieben wie die frühe Stadt Warwick, und Minas Tirith ähnele der normannischen Befestigung. Außerdem lassen sich Parallelen feststellen zwischen dem Herr der Ringe und dem Roman Guy of Warwick.
Warwick wird oft als Drehort für historische Filme und Fernsehspiele benutzt wie die BBC-Serie Dangerfield und die Filme Stolz und Vorurteil, Tom Jones und Moll Flanders.

## Partnerstädte
- Saumur, Frankreich
- Verden (Aller), Deutschland
- Havelberg, Deutschland
- Bo (Distrikt), Sierra Leone

## Persönlichkeiten

### Söhne und Töchter der Stadt
- William Russell Birch (1755–1834), britisch-amerikanischer Emailmaler, Miniaturist, Kupferstecher und Landschaftsmaler
- Benjamin Kingsbury (1765–1825), Geistlicher und Autor
- Olivia Serres (1772–1834), Schriftstellerin und Malerin
- William Russell Birch (1775–1834), britisch-US-amerikanischer Maler und Kupferstecher
- George William Evans (1780–1852), Entdeckungsreisender in Australien
- Robert Perry (1909–1987), Regattasegler
- Desmond Dreyer (1910–2003), Seeoffizier, zuletzt Admiral
- Francis Carr (1924–2009), Historiker und Sachbuchautor
- Derek Gardner (1931–2011), Automobildesigner
- Hugh Darwen (* 1943), Informatiker
- Edgar Broughton (* 1947), Sänger und Gitarrist
- June Tabor (* 1947), Jazz-, Klassik- und Folkmusik-Sängerin
- Tim Densham (* 1955), Automobildesigner
- Robert John Sawers (* 1955), Diplomat
- Paul Goodwin (* 1956), Oboist und Dirigent
- Jordan King (* 1994), Automobilrennfahrer
- Sophie Turner (* 1996), Schauspielerin
- Jessica Carter (* 1997), Fußballspielerin
- Ted Evetts (* 1997), Dartspieler